# براق سيرجن
براق سيرجن (ولد في 9 فبراير 1961، أنقرة) هو ممثل تركي. هو ابن الفنان سميح سيرجن وشقيق الفنان توبك سيرجن. تخرج من معهد أنقرة الحكومي للموسيقى والفنون المسرحية في عام 1984، ثم عمل في مسرح الدولة في بورصة كمتدرب. بعد فترة التدريب، تم تعيينه في مسرح الدولة في أنقرة. لا يزال يعمل في مسرح الدولة حتى اليوم.
بالإضافة إلى عمله الفني في مسرح الدولة، شغل منصب مساعد مدير ومدير مسرح الدولة في أنقرة. كما عمل كمدرس في جامعة سلجوق في قونية وجامعة Hacettepe في أنقرة في معهد الدولة للموسيقى والفنون المسرحية. كما ظهر في المسلسلات التلفزيونية والأفلام السينمائية.
بالإضافة إلى عمله في مسرح الدولة، عمل سيرجن أيضًا كمخرج وممثل في مسارح خاصة مثل مسرح كاريه ومسرح البومة.

## مسرحيات

### الألعاب التي لعب دور البطولة فيها
- حالات الحب : ماريا جوس - إلف يابيم - 2017
- الملاكم الغجري : ريك رينيغر - أفكار ديب بلو - 2015
- أدولف : بيب أوتون [الإنجليزية] - مرحلة بو [الإنجليزية] - 2013
- سنان الكبير : هاكان ألتينر / فاضل حياتي كورباتشي أوغلو [الإنجليزية] - قطة المسرح - 2011
- الغرب المتوحش : سام شيبرد - بومة المسرح [الإنجليزية] - 2011
- Neyzen : Tuncer Cücenoğlu - Tiyatrokare - 2001 (Elf Yapım - 2019)
- شرف كاتارينا بلوم المنتهك : هاينريش بول - مسرح أنقرة الحكومي - 2001
- ثالثا. ريتشارد : وليم شكسبير – مسرح أنقرة الحكومي – 2001
- الغزلان واللعنات [الإنجليزية] : موراثان مونجان – مسرح أنقرة الحكومي – 1999
- جلجامش : زينب أفجي - مسرح أنقرة الحكومي - 1996
- الأبله : فيودور دوستويفسكي / سيمون جراي – مسرح أنقرة الحكومي – 1995
- اجتز شكسبير [الإنجليزية] : سميح سرجن – مسرح أنقرة الحكومي – 1993
- امرأة العام : بيتر ستون – مسرح أنقرة الحكومي – 1993
- مزرعة الحيوان : جورج أورويل – مسرح أنقرة الحكومي
- رسائل الحب : ألبرت رامسديل جورني – مسرح أنقرة الحكومي – 1991
- تيار الشيطان [الإنجليزية] : فاتسلاف هافيل – مسرح أنقرة الحكومي – 1990
- كما شئت : وليم شكسبير – مسرح أنقرة الحكومي – 1989
- إيفونا : فيتولد جومبروفيتش - مسرح أنقرة الحكومي
- امرأة واحدة، حلم واحد، مسرحية واحدة [الإنجليزية] : آلان أيكبورن [الإنجليزية] - مسرح أنقرة الحكومي - 1987
- يلدريم بايزيد : هداية ساين - مسرح بورصة الحكومي - 1986
- عبر الصمت : مارك ميدوف – مسرح أنقرة الحكومي – 1984

### ادوارها
- ذكريات ( ذكريات شاطئ برايتون [الإنجليزية] ): نيل سيمون - مسرح ولاية طرابزون - 2009
- الفصول الأربعة : أرنولد ويسكر – مسرح ولاية ديار بكر – 2003
- عملاء الشرطة [الإنجليزية] : ريموند كاستاندس [الإنجليزية] - تياتروكاري - 2001
- القلب المتشرد [الإنجليزية] : يوجين أونيل – مسرح أنقرة الحكومي – 2000
- مطاردة أنريكو [الإنجليزية] : كوبيلاي تونجر - مسرح أنقرة الحكومي - 1994
- مناظر طبيعية إنسانية من وطني : ناظم حكمت

## فيلموغرافيا

### الصور المتحركة
- التنفس: الأرض ناقص اثنين – 2023
- حكاية تركية [الإنجليزية] - 2022
- سر السلطان - 2010 - الدراويش
- سلطان في أوروبا [الإنجليزية] - 2009 - السلطان عبد العزيز
- رقصة الحب مولانا [الإنجليزية] - 2008 - شمس التبريزي
- 120 - 2007 - سيرمت بك / موسى رقيب
- ابن الرجل الذي أنقذ العالم - 2006 - أوغا
- الحمام - 2005
- التوازن والمناورة - 2005 - سائق الشاحنة علي
- يحبني أيضاً - 2002 - نجم الدين
- الحيثيون - 2002 - سابيليوليوما الأول
- فول - 1999 - قاتل
- المصعد - 1999 - الرجل الذي داهم المستشفى
- أجير رومان - 1997 - عرب سادو
- اسطنبول تحت جناحي – 1996 – الرابع. مراد

### افلام
- ديلي دومرول - 2007 - ديلي دومرول
- سالور كازان [الإنجليزية] - 2007 - سالور كازان
- سالور الفكر الأسير [الإنجليزية] - 2007 - سالور
- إيريك وسيجريك [الإنجليزية] - 2007 - أوبا باي
- بامسي بيرك - 2007 - سالور
- بوغاتشان – 2007
- لماذا قُتلت بامسي بيريك [الإنجليزية] - 2007
- شلالات سجين أوروز [الإنجليزية] - 2007 - سالور
- بيبابا / كرسي بذراعين [الإنجليزية] - 2003

### مسلسل تلفزيونى
- حب بلا حدود - 2023 - رضوان ليتو
- ابتسم لمصيرك - 2022 - قدرت
- Sadakatsiz - 2020-2022 - هالوك جوتشلو
- قطاع الطرق لا يحكمون العالم - 2019-2020 - فياز مفتون
- خاتم - 2019 - إلهان تيبيلي
- الحفرة - 2017-2018 - بايكال كينت/جنتلمان
- الحب الأسود - 2015 - غالب كوزجوغلو
- أنت لي - 2015 - شيمال توبراك
- التفاحة الحمراء - 2014 - سليمان حكيم أوغلو
- عالم الكذب - 2013 - زكاي (ضيف)
- الحب والعقاب - 2010 - بشير آغا
- الرئيس القسري [الإنجليزية] - 2009 - رئيس
- ديردست - 2008 - بولنت يلدريم
- دجلة - 2007 - سييت
- جانب الرجال - 2005 - كامل
- كلب - 2005 - المدير عباس
- إقامة كاملة [الإنجليزية] - 2004 - عثمان
- الزردة - 2002-2004 - محمود آغا
- بولوت بك [الإنجليزية] - 2002 - قدرت
- سيسور كوشكو [الإنجليزية] - 2001 - مدير السوق
- كبرياء وحب [الإنجليزية] - 2001 - كنان تيمور

### سلسلة الويب
- #adaleTT - 2023 - (رئيس المشرفين قادر)
- كما يطير الغراب - قريبا

## روابط خارجية
- براق سيرجن في قاعدة بيانات الأفلام على الإنترنت
- SinemaTürk'te Burak Sergen
- براق سيرجن على إنستغرام